# Solanum beaugleholei
Solanum beaugleholei är en potatisväxtart som beskrevs av Symon. Solanum beaugleholei ingår i släktet skattor som ingår i familjen potatisväxter. Inga underarter finns listade i Catalogue of Life.